# Tomoko Suzuki
Tomoko Suzuki (鈴木 智子 Suzuki Tomoko?), född 26 januari 1982, är en japansk tidigare fotbollsspelare.
Tomoko Suzuki spelade 3 landskamper för det japanska landslaget.